# Königstraße (Bad Freienwalde)

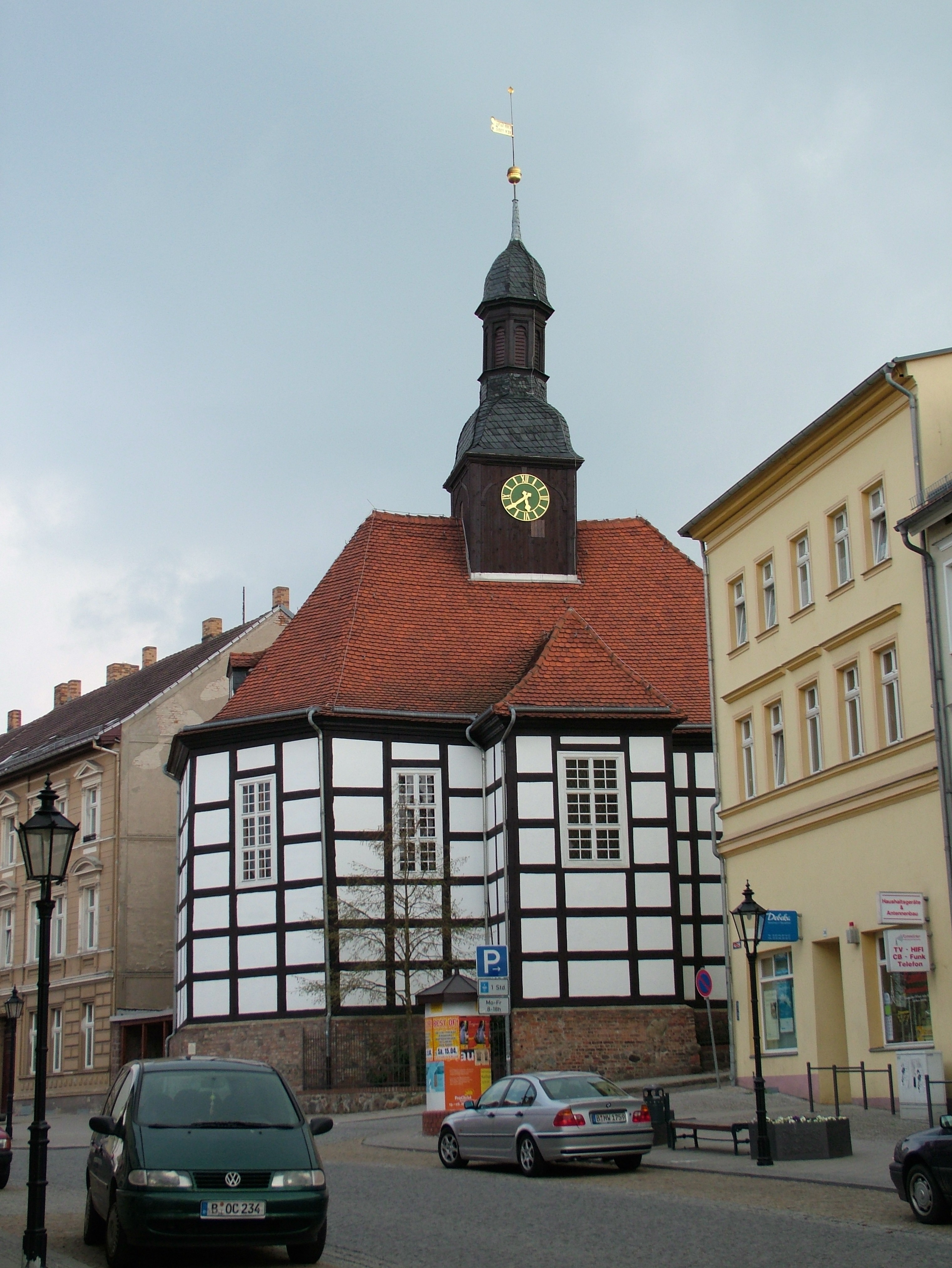
Die Konzerthalle St. Georg

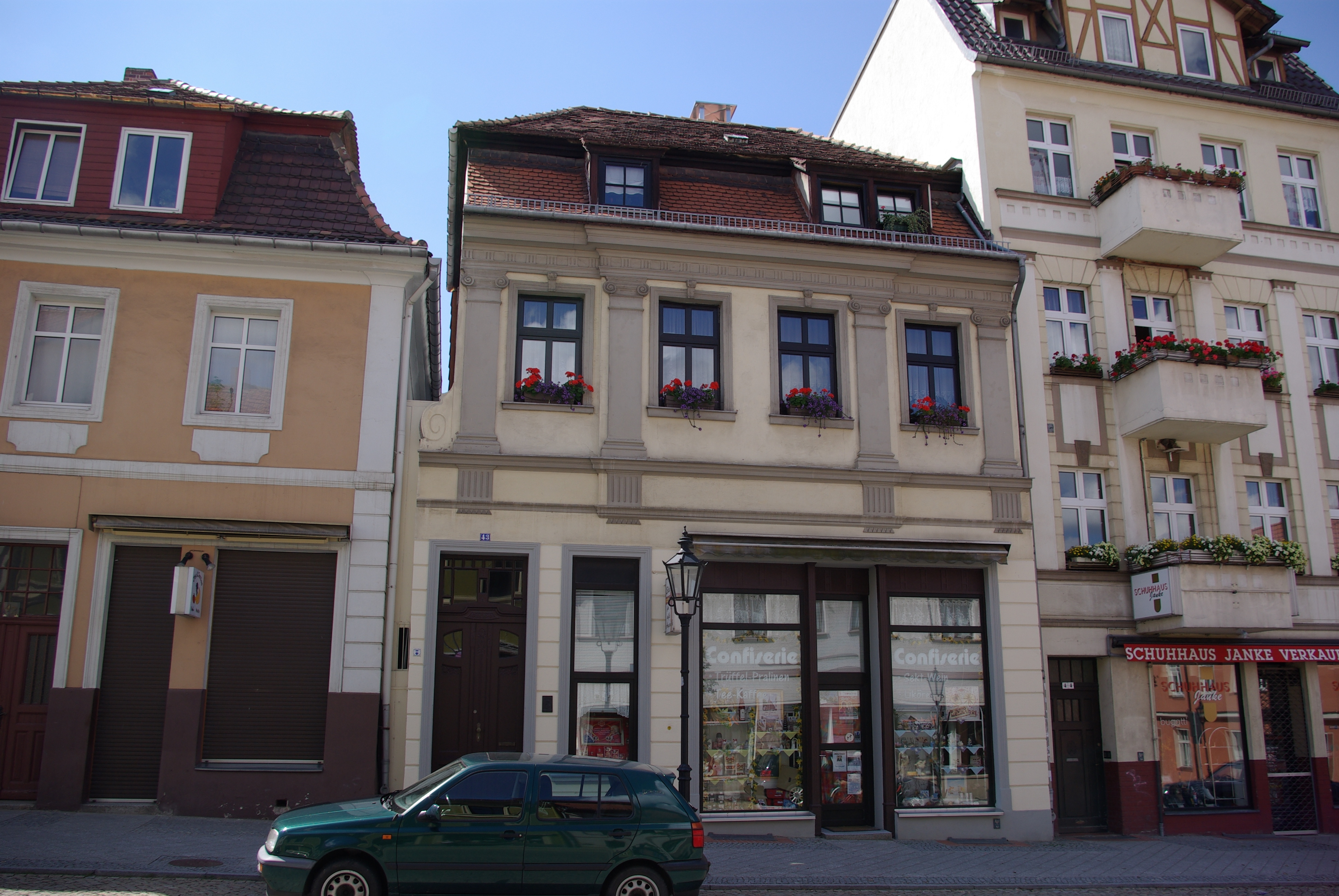
Das Haus Königstraße 43

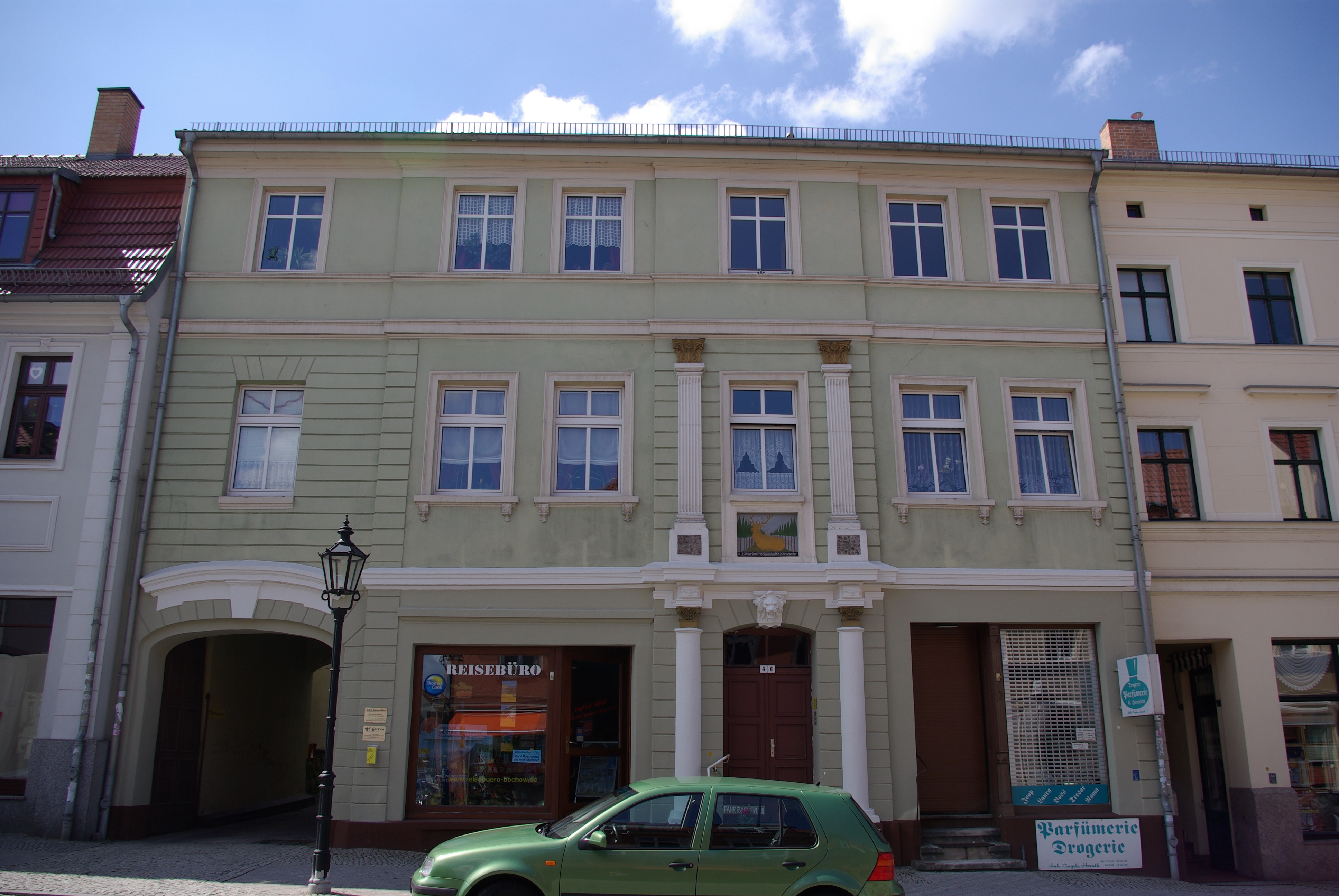
Das Haus Königstraße 46

Die Königstraße ist eine Straße in Bad Freienwalde (Oder). In der Straße sind zehn Häuser und die ehemalige Kirche St. Georg denkmalgeschützt. Eine genaue Aufstellung der denkmalgeschützten Häuser befindet sich in der Liste der Baudenkmale in Bad Freienwalde (Oder).

## Lage und Geschichte
Die Königstraße ist eine Hauptstraße in Bad Freienwalde. Die Königstraße beginnt an der Karl-Marx-Straße und Uchtenhagenstraße gegenüber dem Rathaus. Sie läuft in Richtung Südost bis zum Albert-Schweitzer-Platz, dabei unterquert sie die Berliner Straße als Bundesstraße 158. Die Straße verläuft dann weiter als Wriezener Straße. Von der Königstraße gehen noch folgende Straßen ab: Grünstraße, Neue Bergstraße, Hauptstraße, Fischerstraße / Tornower Straße auf der linken Seite sowie Mittelstraße, Georgenkirchstraße, Rathenaustraße, Gesundbrunnenstraße, Mühlengasse und Gartenstraße auf der rechten Seite vom Beginn an gesehen.
Die Königstraße ist eine der ersten Straßen in Bad Freienwalde. Im Jahre 1622 wurde die Straße bis etwa zur Rathenaustraße verlängert. Hier stand zu der Zeit auch das Berliner Tor, welches 1801 abgerissen wurde. Die Rathenaustraße war damals der Beginn der Landstraße in Richtung Berlin. Im 18. Jahrhundert wurde die Straße Berlinische Straße, Berliner Straße oder Breite Straße genannt. Seit 1841 heißt sie Königstraße. Es gab noch mehrere Umbenennungen danach, 1938 in Straße der SA, zu DDR-Zeiten Leninstraße und ab 1991 Hauptstraße.

## Ehemalige Kirche St. Georg
Die ehemalige Kirche St. Georg wurde 1696 erbaut. Davor stand hier eine Kapelle aus Holz, die baufällig geworden war. 1986 wurde die Kirche als Konzerthalle wiedereröffnet, davor war sie lange baufällig. Die Orgel in dem Konzertsaal stammt aus dem Jahre 1988.

## Die Häuser
In der Königstraße sind zehn Häuser denkmalgeschützt. Die interessanten Häuser sind:
- Königstraße 13: Das Haus wurde im Jahre 1841 erbaut. Das Haus hat drei Geschosse und ein Satteldach. Es steht gegenüber der Georgenkirchstraße.
- Königstraße 16: Das Haus wurde 1800 erbaut. Es ist ein dreigeschossiges traufständiges Haus mit sieben Achsen. Die Fassade ist im klassizistischen Stil gehalten. In der mittleren Achse befindet sich eine Einfahrt.
- Königstraße 31: Das Haus wurde um 1780 erbaut. Das Haus steht direkt an der Einmündung der Gesundbrunnenstraße. Das Haus hat zwei Geschosse und ein Mansarddach.
- Königstraße 36: Das Haus wurde um 1880 im Stil des Historismus erbaut. Das Haus hat drei Geschosse und ein traufständiges Satteldach. Über den drei mittleren Achsen von sieben Achsen befindet sich ein Dreiecksgiebel mit zwei Figuren, Hermes und Vulkan als Hinweis auf Handel und Industrie. An Stelle dieses Hauses befand sich hier das Wohnhaus des Heimatdichters Karl Weise.
- Königstraße 37. Das Wohnhaus wurde wie das Haus Königstraße 36 um 1880 erbaut. Es ist ein dreigeschossiges traufständiges Haus mit sieben Achsen.
- Königstraße 42: Das Haus wurde wahrscheinlich Ende des 18. Jahrhunderts erbaut. Es hat zwei Geschosse und ein Mansardwalmdach. Das Haus wurde im Laufe der Zeit stark umgebaut.
- Königstraße 43: Das Haus wurde 1797 erbaut. Ab 1884 wohnte der Schriftsteller Victor Blüthgen in dem Haus. Es ist ein zweigeschossiges Haus mit Mansardwalmdach.
- Königstraße 45: Das Haus wurde 1794 erbaut. Das Haus ist zweigeschossig und hat ein Mansarddach.
- Königstraße 46: Das Wohnhaus wurde im Jahre 1796 erbaut. Das ursprüngliche Haus hatte zwei Geschosse und ein Mansarddach, heute ist es dreigeschossig und hat ein Satteldach.
- Königstraße 51: Das Haus wurde um 1695 erbaut. Es ist ein traufständiges zweigeschossiges Haus in der Nähe des Marktes. Es ist eins der ältesten Häuser der Stadt Bad Freienwalde.